# Bucklandiella fuscescens
Bucklandiella fuscescens là một loài Rêu trong họ Grimmiaceae. Loài này được (Wilson) Bednarek-Ochyra & Ochyra mô tả khoa học đầu tiên năm 2003.